# Heterocallia pryeri
Heterocallia pryeri là một loài bướm đêm trong họ Geometridae.